# ناف کلیه
ناف کلیه (به انگلیسی: Renal hilum) یا پایک کلیه (به انگلیسی: renal pedicle)، شکاف مرکزی فرورفته کلیه است که در آن عروق، اعصاب و میزنای از آن می‌گذرند. مرز درونی کلیه در مرکز مقعر و به سوی هر یک از اندام‌ها محدب است. به سوی جلو و کمی به سوی پایین هدایت می‌شود. بخش مرکزی آن یک شکاف طولی عمیق را نشان می‌دهد که توسط لب‌های جلویی و پشتی برجسته و محدود شده است. این شقاق نافی است که عروق، اعصاب و میزنای را منتقل می‌کند. از قدامی به خلفی، سیاهرگ کلیوی بیرون می‌آید، سرخرگ کلیه وارد می‌شود و لگنچه کلیه از کلیه خارج می‌شود.
در سمت چپ ناف در سطح مهره L1 و کلیه راست در سطح L1-2 قرار دارد. مرز پایینی کلیه‌ها معمولاً در کنار L3 قرار دارد.